# Афанасий (Телятев)
Архиепи́скоп Афана́сий (в миру Александр Иванович Телятьев или Телятьев или Телятинский; август 1772, село Телятники, Переяславль-Рязанская провинция — 7 (19) мая 1847, Трегуляев Предтеченский монастырь, Тамбовская губерния) — епископ Русской православной церкви, архиепископ Донской и Новочеркасский.

## Биография
Александр Телятьев родился в августе 1772 года в селе Телятинское (с 1778 года входило в Сапожковский уезд Рязанского наместничества) в семье священника.
Окончил Тамбовскую духовную семинарию.
В 1792 году отправлен в Александровскую духовную академию для подготовки к учительской должности.
В 1794 году возвратился в Тамбовскую духовную семинарию учителем.
В 1799 году рукоположен во священника к Покровской церкви.
В 1801 году переведен протоиереем в Борисоглебск.
26 января 1810 года принял монашество в Александро-Невской лавре с именем Афанасий и был назначен архимандритом Псковского Спасо-Елеазарова монастыря и ректором духовной семинарии.
В 1819 году вызван в Москву на чреду священнослужения и 30 октября того же года переведён в Московский Воскресенский монастырь, именуемый Новый Иерусалим.
10 марта 1821 года хиротонисан во епископа Дмитровского, викария Московской епархии.
5 августа 1824 года переведён на Тамбовскую кафедру. В этом же году он настойчиво потребовал у светских властей, чтобы помещики в воскресные и праздничные дни не обременяли своих крестьян барщиной. В своих требованиях он опирался на повеление императора Александра I, несмотря на это, успеха в требованиях не имел, и жизнь крестьян текла по-прежнему.
С 5 апреля 1829 года — епископ Новочеркасский и Георгиевский.
11 января 1830 года Афанасий (Телятев) был возведён в сан архиепископа, а 17 июля 1842 г. переименован в Донского и Новочеркасского.
Во всех местах служения Афанасий оставил о себе память как о ревностном и усердном архипастыре.
17 октября 1842 года, в связи с потерей зрения, уволен на покой в Трегуляевский Предтеченский монастырь.
Афанасий (Телятев) скончался 7 мая 1847 года в Трегуляевском монастыре.